# 1991–1992-es UEFA-kupa
Az 1991–1992-es UEFA-kupa győztese a holland AFC Ajax volt. A csapat a kétmérkőzéses döntőben idegenbeli gólokkal nyert az olasz Torino Calcio ellen.

## Első kör
| 1. csapat                  | Össz.    | 2. csapat                | 1. mérk. | 2. mérk. |
| -------------------------- | -------- | ------------------------ | -------- | -------- |
| Aberdeen FC                | 0–3      | Boldklubben 1903         | 0–1      | 0–2      |
| AFC Ajax                   | 4–0      | Örebro SK                | 3–0      | 1–0      |
| Anórthoszi Ammohósztu      | 3–4      | FC Steaua București      | 1–2      | 2–2 (hu) |
| Bangor FC                  | 0–6      | SK Sigma Olomouc         | 0–3      | 0–3      |
| Boavista FC                | 2–1      | FC Internazionale Milano | 2–1      | 0–0      |
| Celtic FC                  | 3–1      | Germinal Ekeren          | 2–0      | 1–1      |
| Cork City FC               | 1–3      | Bayern München           | 1–1      | 0–2      |
| HAŠK Građanski             | 3–4      | Trabzonspor              | 2–3      | 1–1      |
| Eintracht Frankfurt        | 11–1     | Spora Luxembourg         | 6–1      | 5–0      |
| FC Groningen               | 0–2      | FC Rot-Weiss Erfurt      | 0–1      | 0–1      |
| Ikast FS                   | 1–6      | AJ Auxerre               | 0–1      | 1–5      |
| FC Swarovski Tirol         | 3–2      | Tromsø IL                | 2–1      | 1–1      |
| Hallescher FC              | 2–4      | FK Torpedo Moszkva       | 2–1      | 0–3      |
| Hamburger SV               | 4–1      | Górnik Zabrze            | 1–1      | 3–0      |
| KAA Gent                   | 1–1 (bp) | Lausanne Sports          | 0–1      | 1–0      |
| KR                         | 1–8      | Torino Calcio            | 0–2      | 1–6      |
| Vllaznia                   | 0–3      | AEK Athén FC             | 0–1      | 0–2      |
| Liverpool FC               | 6–2      | Kuusysi Lahti            | 6–1      | 0–1      |
| Mikkelin Palloilijat       | 1–5      | FK Szpartak Moszkva      | 0–2      | 1–3      |
| Neuchâtel Xamax            | 2–0      | Floriana Football Club   | 2–0      | 0–0      |
| Olympique Lyonnais         | 2–1      | Östers IF                | 1–0      | 1–1      |
| PAOK FC                    | 2–1      | KV Mechelen              | 1–1      | 1–0      |
| PFK CSZKA Szófia           | 1–1 (ig) | Parma AC                 | 0–0      | 1–1      |
| PFK Szlavija Szofija       | 1–4      | CA Osasuna               | 1–0      | 0–4      |
| Real Oviedo                | 2–3      | Genoa CFC                | 1–0      | 1–3      |
| SC Salgueiros              | 1–1 (bp) | AS Cannes                | 1–0      | 0–1      |
| ŠK Slovan Bratislava       | 2–3      | Real Madrid              | 1–2      | 1–1      |
| SK Sturm Graz              | 1–4      | FC Utrecht               | 0–1      | 1–3      |
| Sporting Clube de Portugal | 1–2      | Dinamo Bucureşti         | 1–0      | 0–2 (hu) |
| Sporting de Gijón          | 2–2 (bp) | FK Partizan              | 2–0      | 0–2      |
| Váci Izzó MTE              | 2–4      | FK Gyinamo Moszkva       | 1–0      | 1–4      |
| VfB Stuttgart              | 6–3      | Pécsi MFC                | 4–1      | 2–2      |

## Második kör
| 1. csapat           | Össz. | 2. csapat           | 1. mérk. | 2. mérk. |
| ------------------- | ----- | ------------------- | -------- | -------- |
| AJ Auxerre          | 2–3   | Liverpool FC        | 2–0      | 0–3      |
| AS Cannes           | 1–2   | FK Gyinamo Moszkva  | 0–1      | 1–1      |
| Boldklubben 1903    | 6–3   | Bayern München      | 6–2      | 0–1      |
| CA Osasuna          | 3–2   | VfB Stuttgart       | 0–0      | 3–2      |
| FC Utrecht          | 1–4   | Real Madrid         | 1–3      | 0–1      |
| FC Rot-Weiss Erfurt | 1–5   | AFC Ajax            | 1–2      | 0–3      |
| FK Szpartak Moszkva | 1–2   | AEK Athén FC        | 0–0      | 1–2      |
| Genoa CFC           | 5–3   | Dinamo Bucureşti    | 3–1      | 2–2      |
| Hamburger SV        | 6–1   | PFK CSZKA Szófia    | 2–0      | 4–1      |
| KAA Gent            | 1–0   | Eintracht Frankfurt | 0–0      | 1–0      |
| Neuchâtel Xamax     | 5–2   | Celtic FC           | 5–1      | 0–1      |
| Olympique Lyonnais  | 4–8   | Trabzonspor         | 3–4      | 1–4      |
| PAOK FC             | 0–4   | FC Swarovski Tirol  | 0–2      | 0–2      |
| SK Sigma Olomouc    | 2–0   | FK Torpedo Moszkva  | 2–0      | 0–0      |
| Sporting de Gijón   | 2–3   | FC Steaua București | 2–2      | 0–1      |
| Torino Calcio       | 2–0   | Boavista FC         | 2–0      | 0–0      |

## Harmadik kör
| 1. csapat           | Össz. | 2. csapat          | 1. mérk. | 2. mérk. |
| ------------------- | ----- | ------------------ | -------- | -------- |
| AEK Athén FC        | 2–3   | Torino Calcio      | 2–2      | 0–1      |
| Boldklubben 1903    | 2–1   | Trabzonspor        | 1–0      | 1–1      |
| CA Osasuna          | 0–2   | AFC Ajax           | 0–1      | 0–1      |
| FC Swarovski Tirol  | 0–6   | Liverpool FC       | 0–2      | 0–4      |
| Hamburger SV        | 2–6   | SK Sigma Olomouc   | 1–2      | 1–4      |
| KAA Gent            | 2–0   | FK Gyinamo Moszkva | 2–0      | 0–0      |
| Neuchâtel Xamax     | 1–4   | Real Madrid        | 1–0      | 0–4      |
| FC Steaua București | 0–2   | Genoa CFC          | 0–1      | 0–1      |

## Negyeddöntő
| 1. csapat        | Össz. | 2. csapat     | 1. mérk. | 2. mérk. |
| ---------------- | ----- | ------------- | -------- | -------- |
| Boldklubben 1903 | 0–3   | Torino Calcio | 0–2      | 0–1      |
| Genoa CFC        | 4–1   | Liverpool FC  | 2–0      | 2–1      |
| KAA Gent         | 0–3   | AFC Ajax      | 0–0      | 0–3      |
| SK Sigma Olomouc | 1–2   | Real Madrid   | 1–1      | 0–1      |

## Elődöntő
| 1. csapat   | Össz. | 2. csapat     | 1. mérk. | 2. mérk. |
| ----------- | ----- | ------------- | -------- | -------- |
| Genoa CFC   | 3–4   | AFC Ajax      | 2–3      | 1–1      |
| Real Madrid | 2–3   | Torino Calcio | 2–1      | 0–2      |

## Döntő
| 1. csapat     | Össz.    | 2. csapat | 1. mérk. | 2. mérk. |
| ------------- | -------- | --------- | -------- | -------- |
| Torino Calcio | 2–2 (ig) | AFC Ajax  | 2–2      | 0–0      |

### Első mérkőzés
| 1992.április 29. | Torino             | 2–2 | Ajax                            | Stadio Delle Alpi, Torino Nézőszám: 65 377 Játékvezető: Worrall |
| 1992.április 29. | Casagrande 62' 82' |     | Jonk 14' Pettersson 73' (11-es) | Stadio Delle Alpi, Torino Nézőszám: 65 377 Játékvezető: Worrall |

### Második mérkőzés
| 1992. május 13. | Ajax | 0–0 | Torino | Olimpiai Stadion, Amszterdam Nézőszám: 42 000 Játékvezető: Petrović |
| 1992. május 13. |      |     |        | Olimpiai Stadion, Amszterdam Nézőszám: 42 000 Játékvezető: Petrović |

## Külső hivatkozások
- Hivatalos oldal
- Eredmények az RSSSF.com-on